# Резцова, Кристина Леонидовна
Кристина Леонидовна Резцова (род. 27 апреля 1996, Москва) — российская биатлонистка, серебряный и бронзовый призёр Олимпийских игр в Пекине (2022), чемпионка России по биатлону и летнему биатлону. Призёр чемпионата мира среди юниоров по биатлону и чемпионка мира среди юниоров по летнему биатлону, призёр Кубка Мира. Участница Кубка IBU.

## Биография
Воспитанница подмосковного биатлона. В 2014 году перешла в Ханты-Мансийск.

### Юниорская карьера
В 2013 году стала двукратной чемпионкой и серебряным призёром Всероссийских соревнований на призы Валерия Кириенко и Анны Богалий-Титовец в Мурманске. На одну из гонок этих соревнований вышла в нижнем белье, надетом поверх лыжного комбинезона, что стало предметом длительных обсуждений болельщиков.
На чемпионате мира среди юниоров 2015 года в Раубичах среди 19-летних спортсменок стала серебряным призёром в эстафете вместе с Елизаветой Каплиной и Натальей Ушкиной, а в индивидуальной гонке заняла 13 место. На следующем турнире, в 2016 году в Кейле-Грэдиштей выступала не так удачно, лучшими результатами стали девятое место в индивидуальной гонке и восьмое — в эстафете. На юниорском чемпионате мира 2017 года в Брезно, выступая среди 21-летних спортсменок, стала бронзовым призёром в эстафете вместе с Валерией Васнецовой и Екатериной Мошковой, а в личных видах лучшим результатом стало 13 место в гонке преследования.
На чемпионатах мира по летнему биатлону среди юниоров завоевала шесть медалей, в том числе две золотых — в 2017 году в Чайковском в спринте и смешанной эстафете.
Участвовала в гонках юниорского Кубка IBU, становилась серебряным призёром этапа в Ленцерхайде в январе 2016 года. Выигрывала награды юниорского чемпионата России, в том числе в 2017 году стала чемпионкой в спринте, гонке преследования и масс-старте.

## Взрослая карьера
На чемпионате России 2017 года завоевала бронзовые награды в эстафете в составе сборной ХМАО. В 2018 году стала обладательницей золотых медалей в эстафете.
На чемпионате России по летнему биатлону в 2017 году стала победительницей в индивидуальной гонке и бронзовым призёром в эстафете.
С сезона 2017/18 участвует в гонках. На втором этапе сезона в Ленцерхайде стала бронзовым призёром в одиночной смешанной эстафете в паре с Алексеем Волковым. На пятом этапе Кубка IBU в Арбере стала бронзовым призёром в спринте. Сезон завершила на 7 месте в общем зачёте.

### Кубок мира
Дебютировала в основной сборной на финальном этапе сезона 2017/18 в Тюмени 23 марта 2018 года. По итогам спринта заняла 62 место и не смогла пробиться в гонку преследования.
Личный рекорд — 3 место в масс-старте в Анси 19 декабря 2021 года.
На XXIV зимних Олимпийских играх в феврале 2022 года в Пекине Кристина в первый день соревнований 5 февраля 2022 года в составе смешанной эстафетной команды Олимпийского комитета России завоевала олимпийскую бронзовую медаль.

## Статистика выступлений на этапах Кубка мира
| 2021/2022 Итоги | 2021/2022 Итоги | Эстерсунд | Эстерсунд | Эстерсунд | Эстерсунд | Эстерсунд | Хохфильцен | Хохфильцен | Хохфильцен | Анси | Анси | Анси | Обрехоф | Обрехоф | Обрехоф | Обрехоф | Рупольдинг | Рупольдинг | Рупольдинг | Антхольц | Антхольц | Антхольц | ОИ Пекин (*) | ОИ Пекин (*) | ОИ Пекин (*) | ОИ Пекин (*) | ОИ Пекин (*) | ОИ Пекин (*) | Контиолахти | Контиолахти | Контиолахти | Отепя | Отепя | Отепя | Отепя | Осло | Осло | Осло |
| Очков           | Место           | Инд       | Спр       | Спр       | Эст       | Пр        | Спр        | Пр         | Эст        | Спр  | Пр   | МС   | Спр     | См      | Осм     | Пр      | Спр        | Эст        | Пр         | Инд      | МС       | Эст      | См           | Инд          | Спр          | Пр           | Эст          | МС           | Эст         | Спр         | Пр          | Спр   | МС    | См    | Осм   | Спр  | Пр   | МС   |
| 366             | 20              | 8         | 33        | 27        | 8         | 31        | 22         | 12         | 2          | 5    | 9    | 3    | 7       | —       | 1       | 14      | 20         | 3          | 36         | —        | 4        | 2        | 3            | 9            | 6            | 26           | 2            | 5            | —           | —           | —           | —     | —     | —     | —     | —    | —    | —    |

| 2019/2020 Итоги | 2019/2020 Итоги | Эстерсунд | Эстерсунд | Эстерсунд | Эстерсунд | Эстерсунд | Хохфильцен | Хохфильцен | Хохфильцен | Анси | Анси | Анси | Оберхоф | Оберхоф | Оберхоф | Рупольдинг | Рупольдинг | Рупольдинг | Поклюка | Поклюка | Поклюка | Поклюка | ЧМ Антхольц | ЧМ Антхольц | ЧМ Антхольц | ЧМ Антхольц | ЧМ Антхольц | ЧМ Антхольц | ЧМ Антхольц | Нове-Место | Нове-Место | Нове-Место | Контиолахти | Контиолахти | Контиолахти | Контиолахти | Холменколлен | Холменколлен | Холменколлен |
| Очков           | Место           | Сусм      | См        | Спр       | Инд       | Эст       | Спр        | Эст        | Пр         | Спр  | Пр   | МС   | Спр     | Эст     | МС      | Спр        | Эст        | Пр         | Инд     | Сусм    | См      | МС      | См          | Спр         | Пр          | Инд         | Сусм        | Эст         | МС          | Спр        | Эст        | МС         | Спр         | Пр          | Сусм        | См          | Спр          | Пр           | МС           |
| 66              | 58              | —         | —         | 78        | 62        | —         | 19         | 2          | 18         | 63   | —    | —    | 50      | 7       | —       | 42         | 11         | 34         | 27      | 13      | —       | —       | —           | —           | —           | —           | —           | —           | —           | 63         | 5          | —          | 64          | —           | отм         | отм         | отм          | отм          | отм          |

| 2017/2018 Итоги | 2017/2018 Итоги | Эстерсунд | Эстерсунд | Эстерсунд | Эстерсунд | Эстерсунд | Хохфильцен | Хохфильцен | Хохфильцен | Анси | Анси | Анси | Оберхоф | Оберхоф | Оберхоф | Рупольдинг | Рупольдинг | Рупольдинг | Антхольц | Антхольц | Антхольц | ОИ Пхёнчхан | ОИ Пхёнчхан | ОИ Пхёнчхан | ОИ Пхёнчхан | ОИ Пхёнчхан | ОИ Пхёнчхан | Контиолахти | Контиолахти | Контиолахти | Контиолахти | Холменколлен | Холменколлен | Холменколлен | Тюмень | Тюмень | Тюмень |
| Очков           | Место           | Сусм      | См        | Инд       | Спр       | Пр        | Спр        | Пр         | Эст        | Спр  | Пр   | МС   | Спр     | Пр      | Эст     | Инд        | Эст        | МС         | Спр      | Пр       | МС       | Спр         | Пр          | Инд         | МС          | См          | Эст         | Спр         | Сусм        | См          | МС          | Спр          | Эст          | Пр           | Спр    | Пр     | МС     |
| 0               | —               | —         | —         | —         | —         | —         | —          | —          | —          | —    | —    | —    | —       | —       | —       | —          | —          | —          | —        | —        | —        | —           | —           | —           | —           | —           | —           | —           | —           | —           | —           | —            | —            | —            | 62     | —      | —      |

### Итоговое положение в зачёте индивидуальных дисциплин
| Дисциплина             | 2017/2018 | 2019/2020     | 2021/2022      |
| ---------------------- | --------- | ------------- | -------------- |
| Индивидуальная гонка   | —         | 50 (14 очков) | 18 (34 очка)   |
| Спринт                 | —         | 64 (22 очка)  | 24 (138 очков) |
| Преследование          | —         | 45 (30 очков) | 24 (103 очка)  |
| Масс-старт             | —         | —             | 15 (91 очко)   |
| Общий зачёт Кубка Мира | —         | 58 (66 очков) | 20 (366 очков) |

### Места в общем зачёте Кубка мира
| Сезон     | Место |
| --------- | ----- |
| 2017/2018 | —     |
| 2019/2020 | 58    |
| 2021/2022 | 20    |

### Подиумы в личных гонках
| №  | Сезон     | Место проведения этапа | Вид гонки  | Место |
| -- | --------- | ---------------------- | ---------- | ----- |
| 1. | 2021/2022 | Анси                   | Масс-старт | 3-е   |

### Призовые места в командных гонках
| №  | Сезон     | Место проведения этапа | Вид гонки                    | Место |
| -- | --------- | ---------------------- | ---------------------------- | ----- |
| 1. | 2019/2020 | Хохфильцен             | Эстафета                     | 2-е   |
| 2. | 2021/2022 | Хохфильцен             | Эстафета                     | 2-е   |
| 3. | 2021/2022 | Оберхоф                | Одиночная смешанная эстафета | 1-е   |
| 4. | 2021/2022 | Рупольдинг             | Эстафета                     | 3-е   |
| 5. | 2021/2022 | Антхольц               | Эстафета                     | 2-е   |
| 6. | 2021/2022 | Пекин (*)              | Смешанная эстафета           | 3-е   |
| 7. | 2021/2022 | Пекин (*)              | Эстафета                     | 2-е   |

## Личная жизнь
Родители — олимпийская чемпионка по лыжным гонкам и биатлону Анфиса Резцова (1964—2023) и тренер (в прошлом также биатлонист) Леонид Резцов (род. 1962). Старшая сестра Дарья Виролайнен (род. 1989) — биатлонистка, выступающая за сборную России, а с 2022 за сборную Финляндию. Также есть две младших сестры.
Увлекается написанием стихов. 6 февраля 2021 года родила дочь Александру. В марте 2023 года Кристина во второй раз стала мамой, родив дочь Полину.
Муж лыжник Иван Анисимов.

## Награды
- Медаль ордена «За заслуги перед Отечеством» I степени (25 февраля 2022 года) — за высокие спортивные достижения, волю к победе, стойкость и целеустремлённость, проявленные на XXIV Олимпийских зимних играх 2022 года в городе Пекине (Китайская Народная Республика)[12];
- Заслуженный мастер спорта России (2022).